# PowerShell
PowerShell е програма за автоматизиране на задачи и конфигурационно управление, разработвана от Microsoft. Съставена е от шел с команден ред и свързания с него скриптов език. Създаден е през 2006 г. като компонент на Windows, а през 2016 г. е превърнат в междуплатформен софтуер с отворен код.
В PowerShell административните задачи обикновено се изпълняват от т.нар. cmdlets (командлети), които са специални .NET класове, имплементиращи определена операция. Те боравят с данните на различни места за съхранение (например файловата система или Windows Registry), които са достъпни на PowerShell чрез т.нар. providers (провайдери). Разработчиците от трета страна също могат да добавят командлети и провейдери към PowerShell. Командлетите могат да бъдат използвани от скриптове, а те от своя страна могат да бъдат пакетирани в модули.
PowerShell предоставя достъп до COM и WMI, позволявайки на администраторите да изпълняват задачи както на локални, така и на отдалечени Windows системи. Разполага и с API, чрез което рънтайма на PowerShell може да бъде вграден в други приложения. Въпросните приложения могат да използват функционалностите на PowerShell за изпълнение на определени операции, включително и тези, предоставяни от графичния интерфейс. Това се използва от Microsoft Exchange Server 2007. Друго приложения на Microsoft като Microsoft SQL Server 2008 също разкриват интерфейса си на управление чрез PowerShell командлети.
PowerShell включва помощни страници в конзолата (подобни на man страници в шеловете на Unix), които могат да се видят чрез командлета Get-Help.

## Windows PowerShell 3.0
PowerShell 3.0 е интегриран в Windows 8 и Windows Server 2012. Microsoft направи PowerShell 3.0 достъпна и за Windows 7 със Service Pack 1, за Windows Server 2008 със Service Pack 1 и за Windows Server 2008 R2 със Service Pack 1.
PowerShell 3.0 е част от по-голям пакет - Windows Management Framework 3.0 (WMF3) (WMF3).
PowerShell 3.0 е част от по-голям пакет - Windows Management Framework 3.0 (WMF3), който съдържа и услугата WinRM за поддръжка на отдалечено сътрудничество. Microsoft пусна няколко общностни технологични предварителни версии на WMF3. На 2 декември 2011 г. беше пусната ранна версия Community Technology Preview 2 (CTP 2) на Windows Management Framework 3.0.
Новите функции на PowerShell 3.0 включват:
- Планирани задачи: задачите могат да бъдат планирани да се изпълняват в предварително определен час и дата, като се използва рамката Windows Task Scheduler.
- Повторно свързване на сесиите: сесиите могат да бъдат прекъсвани и свързвани отново. Отдалечените сесии вече са по-устойчиви на временни мрежови сривове.
- Подобрено писане на код: добавени са завършване на кода (IntelliSense) и фрагменти. PowerShell ISE позволява на потребителите да използват диалогови прозорци за попълване на параметрите на PowerShell командите.
- Поддръжка на делегиране: административни задачи могат да се делегират на потребители, които нямат права за този тип задачи, без да им се предоставят вечни допълнителни права.
- Актуализиране на помощ: документацията за помощ може да се актуализира с помощта на командата Update-Help.
- Автоматично откриване на модули: модулите се зареждат имплицитно, когато се извиква команда от този модул. Допълването на кода работи и за незаредени модули